# TT81
| i | A2 | n · n | i |

| i | A2 | n · n | i |

La tomba di Ineni, identificata con la sigla TT81 (Theban Tomb 81) è una delle Tombe dei Nobili ubicate nell’area della cosiddetta Necropoli Tebana, sulla sponda occidentale del Nilo dinanzi alla città di Luxor, in Egitto. Destinata a sepolture di nobili e funzionari connessi alle case regnanti, specie del Nuovo Regno, l'area venne sfruttata, come necropoli, fin dall'Antico Regno e, successivamente, sino al periodo Saitico (con la XXVI dinastia) e Tolemaico.

## Titolare
TT81 era la tomba di:
| Titolare | Titolo                         | Necropoli           | Dinastia/Periodo                            | Note                                                                  |
| -------- | ------------------------------ | ------------------- | ------------------------------------------- | --------------------------------------------------------------------- |
| Ineni    | Supervisore dei granai di Amon | Sheikh Abd el-Qurna | XVIII dinastia (Amenhotep I - Thutmosi III) | in alto sul versante est della collina, sotto la TT78 e sopra la TT82 |

### Biografia
Genitori di Ineni furono l'omonimo padre, giudice, e la madre Sit-Dhout (o Sat-Djehuti); Ahhotep (o Iahotep), chiamata anche Thuiu, fu sua moglie. Pahery il nome di uno dei fratelli. Recenti studi hanno individuato, inoltre, altri fratelli menzionati nella TT81:
Ken, sacerdote di Mut; Intef, supervisore ai lavori […]; Userhat, sacerdote di […]. 
Dai testi presenti nella tomba, sono stati inoltre individuati altri fratelli e sorelle del defunto e della moglie; è tuttavia da tener presente che potrebbe trattarsi di cognati o di altri nomi di una stessa persona. Sono così indicati: Imentu, Djehutymesb e Amenhotep, come scribi; Payn, Turi, In, Tetianj. Tena, Naie, Baki, senza indicazione di incarico, e forse altri quattro nominativi tra i fratelli del titolare Ineni; Iahmes, Sesiseneb, Tenetisem, Nesuebu e Senires, con almeno altri tre nominativi, come sorelle della moglie.

## Descrizione

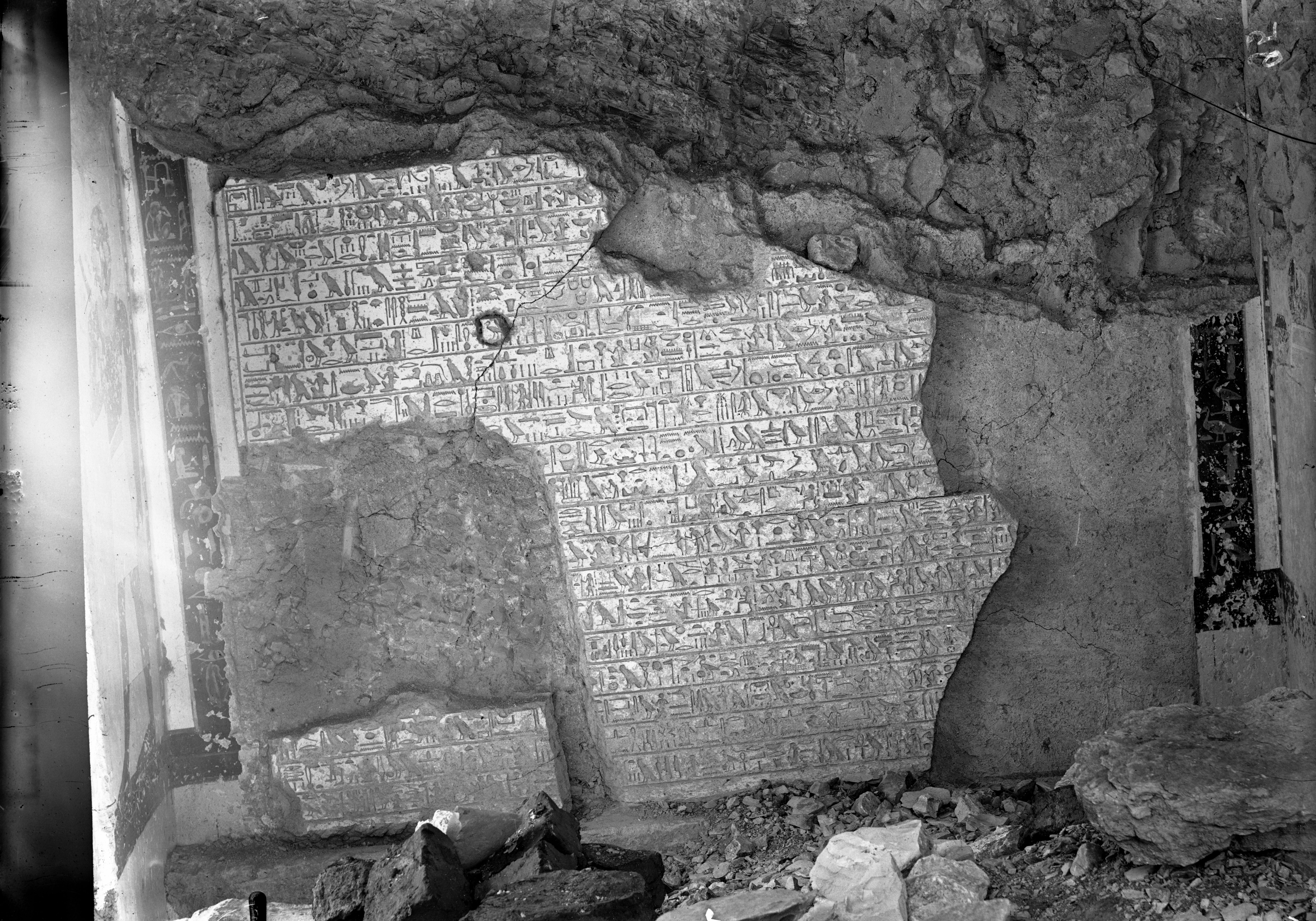
Interno della tomba TT81. Parete con iscrizione. Foto di scavo del 1905-1914. Archivio fotografico Museo Egizio, Torino.

Alla tomba, che presenta una planimetria asimmetrica, differente da quella a "T" rovesciata tipica del periodo, si accede da un portico con sei pilastri. Già in questo portico, nonostante le molte lacune e i danneggiamenti del tempo e dell'uomo, notevole è l'apparato pittorico: due stele (nn. 2 e 7 in planimetria) riportano testi autobiografici; in altre scene (3) il defunto, coadiuvato dai suoi aiutanti (1), controlla il tesoro di Amon e la relativa distribuzione ai templi. In altra scena (4) (non ultimata) il defunto, coadiuvato da assistenti ispeziona i prodotti e il bestiame destinato al tempio di Amon. In altro rilievo su cinque registri sovrapposti (5) il controllo di tributi stranieri tra cui nubiani, con donne e bambini (I e II registro superiori), siriani, con donne e bambini (registro IV) e, tra l'altro, un orso; nell’ultimo registro (V) egiziani che recano, comunque, prodotti di origine siriana. In altre scene (6-9) il defunto, sotto la cui sedia dorme un cane, riceve offerte: animali, cacciagione, oche, gru, asini, montoni, capre e maiali; poco discosto (8), il defunto e la moglie a pesca e caccia con rappresentazione di ippopotami, uccelli e pesci, mentre uomini pigiano l'uva, ricavano vino e ne riempiono giare.
Sui pilastri:
- 10. il defunto in piedi a caccia nel deserto con cani; tra le prede anche iene; tra le altre scena di caccia alle gazzelle con tre attendenti;
- 11. Su quattro registri, una casa con giardino, una lista di alberi e di palme; un uomo dinanzi al defunto e alla moglie; palme, alberi e un lago; la moglie nella dispensa di casa;
- 12. il defunto assiso con una lista delle offerte;
- 13. (distrutto) verosimilmente immagine simile al pilastro 12.;
- 14. Negli unici due registri leggibili, scene di semina e aratura;
- 15. scene di raccolto, mietitura, accumulo del grano, trebbiatura con i buoi e trasporto

Un breve passaggio, sulle cui pareti (16) il defunto dinanzi alla Dea dell'Occidente (Hathor) e ad Anubi, adduce ad un corridoio leggermente in diagonale. Sulle pareti (17) scene della processione funebre, con la moglie, il fratello Pahery; il sarcofago trainato da buoi e scena del pellegrinaggio ad Abido. Sulla parete opposta (18) il defunto la moglie con il fratello Pahery e lista di offerte. Il corridoio termina in una piccola camera di forma irregolare in cui scene di uomini che trasportano gazzelle e vitelli (19), seguono, su quattro registri (20-21) scene del defunto, della moglie e di parenti a banchetto allietato da musicisti (un arpista maschio e suonatrici di nacchere). Sul fondo (22) in quattro statue, il defunto, la moglie e i genitori di lui.
Un frammento di dipinto parietale, rappresentante il defunto e parte di un testo si trova oggi presso il Museo Egizio di Firenze (cat. 6391).

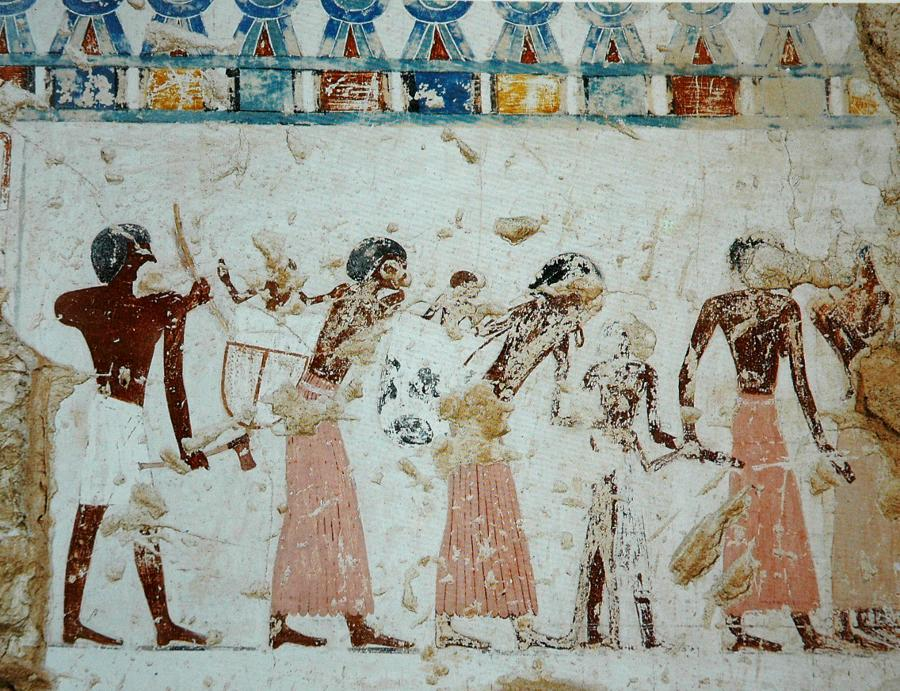
Scena di tributari dalla TT81
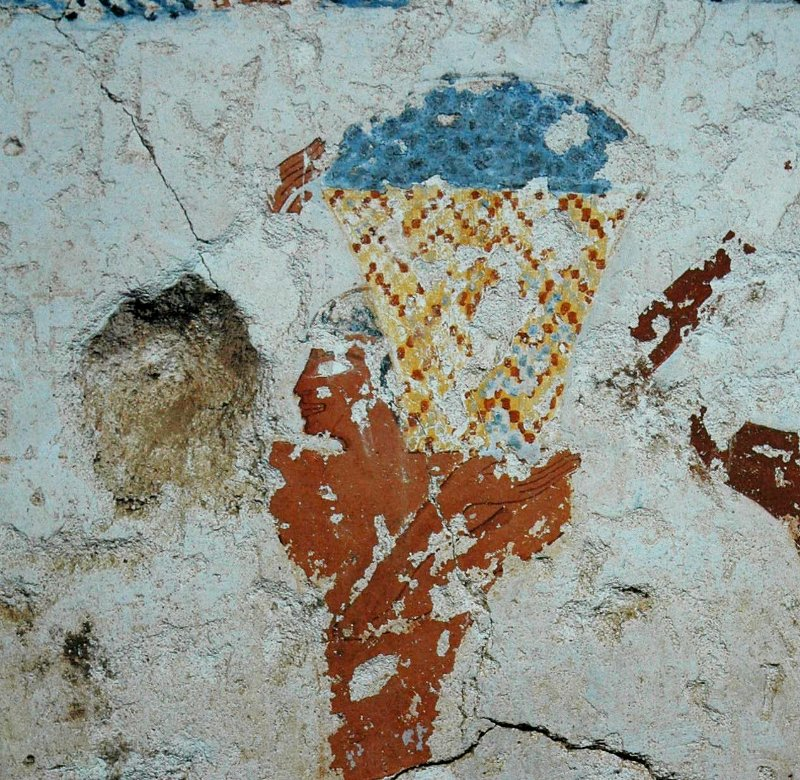
Trasporto dell'uva per la vendemmia
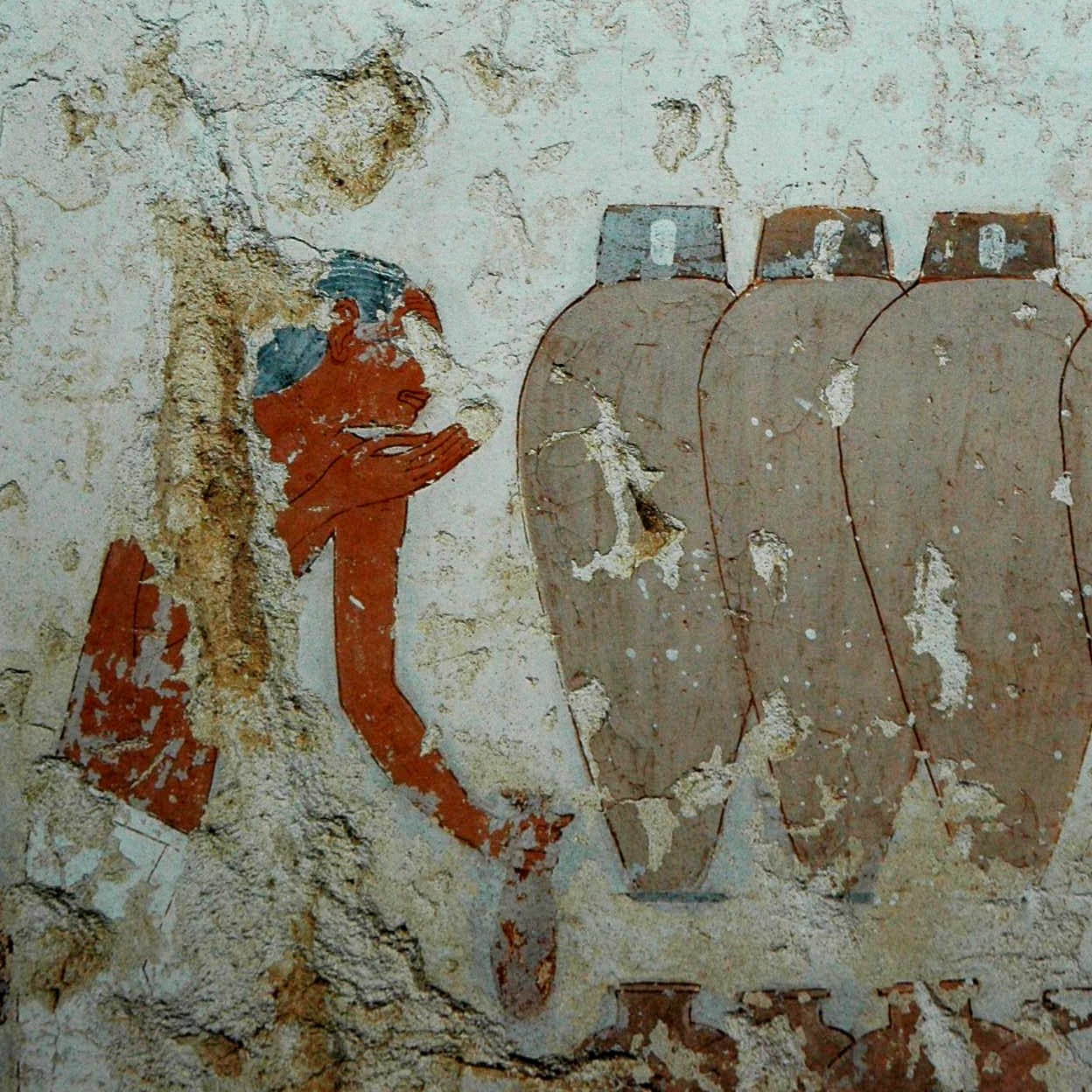
Riempimento di giare
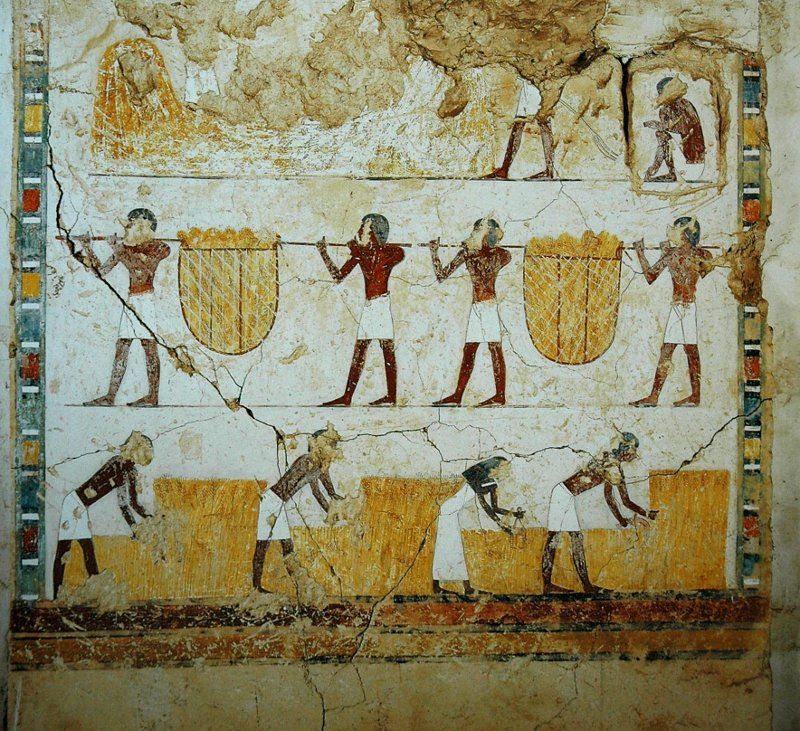
Scene di mietitura e raccolta del grano
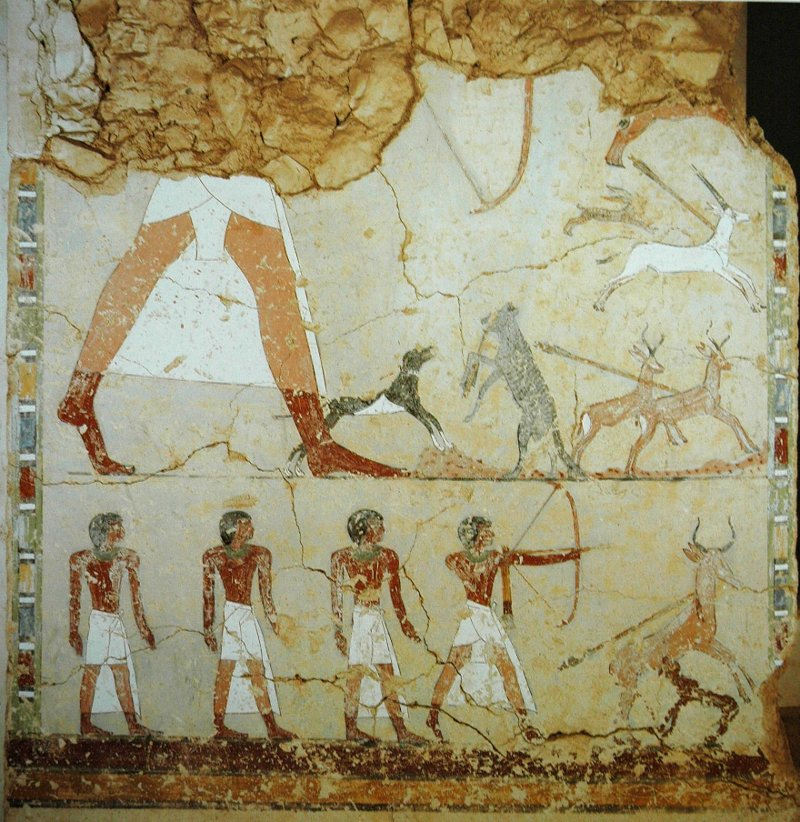
Scene di caccia

### Annotazioni
1. ↑  La prima numerazione delle tombe, dalla numero 1 alla 253, risale al 1913 con l’edizione del "Topographical Catalogue of the Private Tombs of Thebes" di Alan Gardiner e Arthur Weigall. Le tombe erano numerate in ordine di scoperta e non geografico; ugualmente in ordine cronologico di scoperta sono le tombe dalla 253 in poi.
2. ↑  I campi della Duat, ovvero l'aldilà egizio, si trovavano, secondo le credenze, proprio sulla riva occidentale del grande fiume.
3. ↑  Nella sua epoca di utilizzo, l'area era nota come "Quella di fronte al suo Signore" (con riferimento alla riva orientale, dove si trovavano le strutture dei Palazzi di residenza dei re e i templi dei principali dei) o, più semplicemente, "Occidente di Tebe".
4. ↑  le Tombe dei Nobili, benché raggruppate in un'unica area, sono di fatto distribuite su più necropoli distinte.
5. ↑  Le note, sovente di inquadramento topografico della tomba, sono tratte dal "Topographical Catalogue" di Gardiner e Weigall, ed. 1913 e fanno perciò riferimento alla situazione dell'epoca.

### Fonti
1. 1 2 3  Porter e Moss 1927,  p. 159.
2. ↑  Gardiner e Weigall 1913.
3. ↑  Donadoni 1999,  p. 115.
4. ↑  Gardiner e Weigall 1913, pp. 22-23.
5. 1 2  Whale 1989.
6. ↑  Porter e Moss 1927,  pp. 159-163.
7. ↑  Porter e Moss 1927,  p. 163.